# Fokker D.XVII
Il Fokker D.XVII era un aereo da caccia biplano con configurazione sesquiplana prodotto dall'azienda olandese Fokker negli anni trenta.

## Storia del progetto
Il D.XVII era stato progettato con la finalità di equipaggiare con un aereo da caccia il KNIL, l'esercito coloniale di stanza nelle Indie Orientali Olandesi.
Il prototipo volò per la prima volta il 27 novembre 1931 e nel febbraio del 1932 venne inviato all'esercito coloniale per le valutazioni comparative con gli statunitensi Curtiss P-6D che aveva già acquistato nel 1930 e che alla fine gli vennero preferiti.

## Tecnica
Derivato dal Fokker D.XVI degli anni venti ne conservava l'aspetto generale pur godendo di numerose piccole modifiche atte a migliorarne l'aerodinamica e le caratteristiche in volo. Come il suo predecessore era dotato di una fusoliera con abitacolo aperto che terminava in un impennaggio tradizionale monoderiva dotato di piani orizzontali controventati. Le ali avevano una configurazione sesquiplana marcatamente disassate, con quella inferiore spostata verso coda, e collegate da una serie di montanti e tiranti. Il grande carrello d'atterraggio era fisso con un pattino d'appoggio montato posteriormente.
L'armamento era composto da due mitragliatrici FN Browning M36 calibro 7,92 mm, delle Browning M1919 ricalibrate per poter utilizzare la cartuccia 7,92 × 57 mm Mauser e modificate per l'uso aeronautico.

## Impiego operativo
Nonostante il rifiuto nel dicembre 1932, la LVB (Luchtvaartbedrijf) ne ordinò 10 esemplari che avrebbero dovuto prima affiancare i Curtiss P-6 Hawk nei reparti aeronautici olandesi e successivamente sostituirli. Pur essendosi rivelato un buon apparecchio oramai l'era dei biplani stava per essere soppiantata da macchine più moderne e performanti, così nel maggio 1939 la sua carriera operativa mutò ruolo passando da caccia ad aereo da addestramento nelle scuole di volo.
La sua carriera operativa però non finì con l'addestramento dei nuovi piloti, questo a causa dello scoppio della seconda guerra mondiale che gli riassegnò l'impari compito di contrastare la Luftwaffe nel ruolo per il quale era stato creato. Nell'avanzata tedesca del maggio 1940 sul fronte occidentale alla conquista di Belgio, Paesi Bassi e Lussemburgo, gli eserciti di questi paesi si trovarono impreparati. L'aviazione olandese era numericamente e tecnicamente inferiore e in quel contesto i D.XVII non riuscirono ad essere efficaci venendo rapidamente sopraffatti.

### Primati
Il 18 gennaio 1935 il luitenant René Wittert van Hoogland, ai comandi del D.XVII immatricolato n.210, stabilì l'allora nuovo primato di altezza raggiungendo la quota di 10 180 m.

## Utilizzatori
Paesi Bassi
- Luchtvaartafdeling

### Periodici
- (EN) A Dutch Fighter, in Flight, 29 marzo 1934,  pp. 310-1. URL consultato il 12 maggio 2012.